# الخصائص فی فضل علی بن ابی طالب
الخصائص فی فضل علی بن ابی طالب کتابی است نوشته حافظ نسایی -یکی که از نویسندگان صحاح سته اهل سنت و از بزرگترین محدثان ایشان- پیرامون روایات مربوط به فضائل علی بن ابی طالب و فرزندانش.
نسایی هنگامی که وارد دمشق شد به انحراف مردم از علی پی برد و به همین دلیل کتابی در فضائل او نوشت. پس از این مردم دمشق از او خواستند کتابی در فضل معاویه هم بنویسد که او گفت فضیلتی برای معاویه سراغ ندارد و پس از این مردم او را ضرب و شتم کرده تا کشته شد.مزی، تهذیب الکمال، ۱۴۱۰ق، ج۱، ص۳۲۸.
او در کتابش احادیثی صحیح نزد اهل سنت در فضیلت علی بر همه ی اصحاب پیامبر آورده من جمله حدیث غدیر و منزلت.